# Richard Hull
Pour les articles homonymes, voir Hull.
Richard Hull, pseudonyme de Richard Henry Sampson, né le 6 septembre 1896 à Londres et mort dans la même ville en 1973, est un auteur britannique de roman policier.

## Biographie
Il fait ses études dans un établissement du Warwickshire. Pendant la Première Guerre mondiale, il est officier dans un bataillon d’infanterie et dans le corps d’artillerie. Après le conflit, il demeure au sein de l’armée jusqu’à la fin des années 1920 et travaille également, dès le début de cette décennie, dans une firme de comptables agréés, avant d’en fonder une lui-même.
Il devient écrivain à plein temps après le gros succès rencontré par son premier roman policier, Le Meurtre de ma tante, publié en 1934. Influencé par la méthode d'investigation inversée Inverted detective story (en) mis au point par Francis Iles, il reprend aussi de ce dernier l'humour corrosif de récits peuplés de personnages déplaisants qui passent le plus clair de leur temps à médire d'autrui et à tenir des conversations où fusent persiflages et réparties acides.
Pendant la Deuxième Guerre mondiale, il reprend du service au sein de l'armée et obtient le grade de major en juillet 1940. Après la guerre, il demeure au sein de l’armée jusqu’au milieu des années 1950 à titre de comptable agréée chargé d'enquêtes sur le coût de contrats gouvernementaux.
Invité à se joindre au Detection Club en 1946, il y occupe notamment la fonction d’assistant pendant la présidence d’Agatha Christie.
Demeuré célibataire, il réside à son club londonien jusqu'à sa mort en 1973.

## Œuvre

### Romans

#### SérieInspecteur Fenby
- The Murderers of Monty (1937)
- Excellent Intentions ou Beyond Reasonable Doubt (1938)

#### Autres romans
- The Murder of My Aunt (1934) Publié en français sous le titre Le Meurtre de ma tante, traduit par Léo Lack, Paris, Fayard, coll. « Champagne » no 13, 1962 ; réédition, Paris, Librairie des Champs-Élysées, coll. « Le Masque » no 2146, 1993
- Keep it Quiet (1935)
- Murder isn't Easy (1936)
- The Ghost it Was (1936)
- And Death Came Too (1939)
- My Own Murderer (1941)
- The Unfortunate Murderer (1942)
- Left Handed Death (1946)
- Last First (1947)
- Until She Was Dead (1949)
- A Matter of Nerves (1950)
- Invitation to an Inquest (1950)
- The Martineau Murders (1953)

### Nouvelle
- Mrs. Brierly Supplies the Evidence (1951)

## Source
- (en) John M. Reilly (Ed.), Twentieth-Century Crime and Mystery Writers, New York, St. Martin's Press, coll. « Twentieth-century writers of the English language », 1982 (réimpr. 1991), 2e éd., 1568 p. (ISBN 978-0-312-82417-4, OCLC 6688156), p. 486.